# Elsa Fräulein SS
Pour plus de détails, voir Fiche technique et Distribution.
Elsa Fräulein SS est un film français de nazisploitation  écrit et réalisé par Patrice Rhomm (sous le nom de « Mike Starr »), sorti en 1976.

## Synopsis
1943, l'Allemagne nazie se porte mal. Le moral des nazis est au plus bas, le doute s'installe parmi eux et même les gradés les plus décorés commencent à remettre en question la politique d'Hitler. Pour remédier à la déprime générale, le Führer fait envoyer un train-bordel sur les lignes de front afin de revigorer ses troupes et ses officiers supérieurs. À la tête du convoi et des prostituées, la séduisante colonelle SS Elsa Ackermann nommée au rang de maquerelle en chef. Mais le train est truffé de micros car elle est chargée d'éliminer tout soldat qui s'écarterait du régime hitlérien. 
Alors que le train est sur le point d'entrer en France, la résistance française cherche à tout prix à le détruire. Mais le voyage prend une autre tournure lorsqu'Elsa découvre que son amant Franz, l'interprète du convoi, remet en question son positionnement dans le conflit mondial. Alsacien d'origine, il est affecté de voir sa région natale meurtrie par le régime allemand dont il fait partie. Il tombe également amoureux de la jolie Liselotte, une des prostituées du bordel ambulant qui fait partie secrètement d'un groupe clandestin travaillant avec la résistance. Son union avec la fille de joie est très mal vue par Elsa mais ce dernier décide de pactiser avec les résistants pour la déchoir, elle et sa maison close au service du Mal.

## Fiche technique
- Titre français : Elsa Fräulein SS
- Réalisation et scénario : Patrice Rhomm (sous le nom de « Mike Starr »)
- Montage : Claude Gros
- Musique : Daniel White
- Photographie : Michel Rocca
- Production : Marius Lesœur et Patrice Rhomm
- Société de production et distribution : Eurociné
- Pays de production :  France
- Langue originale : français, allemand
- Format : couleur
- Genre : Nazisploitation
- Durée : 80 minutes
- Date de sortie : 
  - France : 26 septembre 1977

## Distribution
- Malisa Longo : Elsa Ackermann
- Olivier Mathot : Franz Holbach
- Patrizia Gori : Liselotte Richter
- Pamela Stanford : Gundrun la chanteuse
- Claudine Beccarie
- Erik Muller
- Rudy Lenoir : général von Glück
- Jean Le Boulbar : Werner
- René Gaillard : Mheim
- Thierry Dufour : un déserteur
- Nadine Pascal (créditée comme Lynn Monteil)
- Roger Darton : Heim
- Daniel White : l'officier au piano
- Danielle Chennevière (créditée comme Dany Chennevieres)